# Laraine Day
Pour les articles homonymes, voir Day.

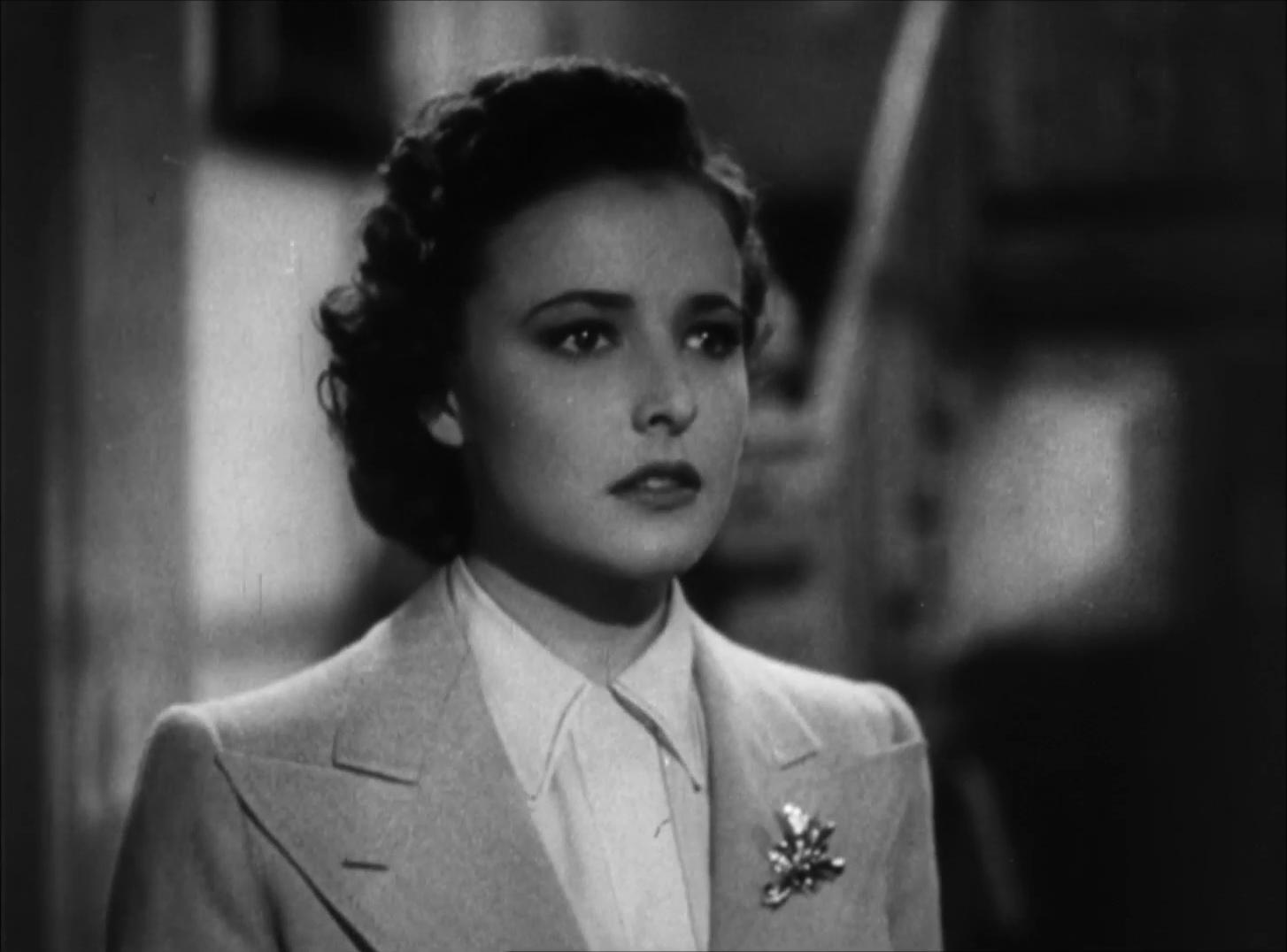
Dans Correspondant 17 (1940)

Laraine Day (nom de scène de La Raine Johnson), née le 13 octobre 1920 à Roosevelt (Utah) et morte le 10 novembre 2007 à Ivins (Utah), est une actrice américaine.
Elle apparaît au cinéma entre 1937 et 1956, et à la télévision, dans deux téléfilms et des séries, de 1951 à 1986.
Une étoile lui est dédiée sur le Walk of Fame d'Hollywood Boulevard.
Actrice, commentatrice de radio et de télévision et ancienne star sous contrat de Metro-Goldwyn-Mayer (MGM), elle a, en tant que comédienne, partagé l’affiche avec, notamment, Robert Mitchum, Joel McCrea, Lana Turner, Cary Grant, Ronald Reagan, Kirk Douglas et John Wayne. En plus de ses nombreux rôles au cinéma et à la télévision, elle a joué sur scène, dirigé ses propres émissions de radio et de télévision et écrit deux livres. En raison de son mariage avec Leo Durocher et de son implication dans sa carrière de baseball, elle était connue comme la « Première dame du baseball ».

## Filmographie partielle

### Au cinéma
- 1937 : Stella Dallas de King Vidor non crédité
- 1938 : Scandal Street (en) de James Patrick Hogan
- 1938 : Border G Man de David Howard
- 1938 : Painted Desert de David Howard
- 1939 : Arizona Legion (en) de David Howard
- 1939 : Tarzan trouve un fils (Tarzan finds a Son !) de Richard Thorpe
- 1939 : Au service de la loi (Sergeant Madden) de Josef von Sternberg
- 1939 : On demande le docteur Kildare (Calling Dr Kildare) de Harold S. Bucquet
- 1939 : Le Secret du docteur Kildare (The Secret of Dr Kildare), de Harold S. Bucquet
- 1940 : My Son, My Son ! de Charles Vidor
- 1940 : Cette femme est mienne (I Take This Woman) de W. S. Van Dyke
- 1940 : And One Was Beautiful de Robert B. Sinclair
- 1940 : L'Étrange Cas du docteur Kildare (Dr. Kildare's Strange Case) de Harold S. Bucquet
- 1940 : Correspondant 17 (Foreign Correspondent) d'Alfred Hitchcock : Carol Fisher
- 1940 : Dr Kildare Goes Home de Harold S. Bucquet
- 1940 : Dr Kildare's Crisis de Harold S. Bucquet
- 1941 : The Bad Man de Richard Thorpe
- 1941 : Kathleen de Harold S. Bucquet
- 1941 : Associés sans honneur (en) (Unholy Partners) de Mervyn LeRoy
- 1942 : Journey for Margaret de W. S. Van Dyke
- 1943 : Pile ou Face (Mr. Lucky) de H. C. Potter
- 1944 : L'Odyssée du docteur Wassell (The Story of Dr Wassell) de Cecil B. DeMille  : Madeleine Arnold
- 1945 : L'amour s'en va-t-en guerre (Keep your powder dry) de Edward Buzzell
- 1945 : Le Charme de l'amour (Those Endearing Young Charms) de Lewis Allen
- 1946 : Le Médaillon (The Locket) de John Brahm
- 1947 : Taïkoun (Tycoon) de Richard Wallace
- 1949 : La Grève des dockers (I married a Communist) de Robert Stevenson
- 1949 : My Dear Secretary de Charles Martin
- 1949 : Crépuscule (Without Honor) d'Irving Pichel
- 1954 : Écrit dans le ciel (The High and the Mighty) de William A. Wellman
- 1956 : Three for Jamie Dawn de Thomas Carr
- 1960 : Allô... l'assassin vous parle (The Third Voice)

### À la télévision
(séries, sauf mention contraire)
- 1963 : Suspicion (The Alfred Hitchcock Hour), un épisode
- 1972 : Le Sixième Sens (The Sixth Sense), un épisode
- 1975 : Mystère sur le vol 502 (en) (Murder on the Flight 502), téléfilm de George McCowan
- 1978 : La croisière s'amuse (The Love Boat), deux épisodes
- 1978 : Return to Fantasy Island, téléfilm de George McCowan
- 1979 : L'Île fantastique (Fantasy Island), un épisode
- 1986 : Arabesque (Murder, she wrote), deux épisodes